# Effe Hill
Karl Efraim (Effe) Hill, född 9 september 1913 i Fengchen i Fujian i Kina, död 1975 i Toronto i Kanada, var en svensk chaufför och motormekaniker. Han var son till Karl Richard Hill (f. Johansson, 1866–1915) och Hilma Matilda Olivia Hill (f. Oxelquist, 1871–1941), missionärer i Svenska Alliansmissionen (SAM). Han hade 12 syskon, de flesta födda i Kina.

## Sven Hedins bilexpedition
Effe Hill anlitades i 20-årsåldern av Sven Hedin inför den sista delen av den fjärde centralasiatiska expeditionen, 1933–1935, den så kallade Bilexpeditionen, finansierad av den kinesiska regeringen, med uppdraget att vid sidan av de vetenskapliga undersökningarna studera möjligheten att bygga bilvägar längs de urgamla karavanlederna i Sinkiang (Xinjiang). Expeditionen behövde en ny chaufför och mekaniker och telegraferade till Hill i Fengchen, som hade fått ett gott rykte som motormekaniker efter att ha gått i lära hos Joel Eriksson på Svenska Mongolmissionens (SMM) missionsstationer i Hallong Osso och Hattin Sum i Inre Mongoliet. Expeditionsmedlemmarna kallade honom varken Karl eller Efraim, utan helt enkelt "Effe".

Efraim Hill i Sinkiang (Xinjiang), 1934, ur Etnografiska museets bildarkiv. Foto: Folke Bergman.
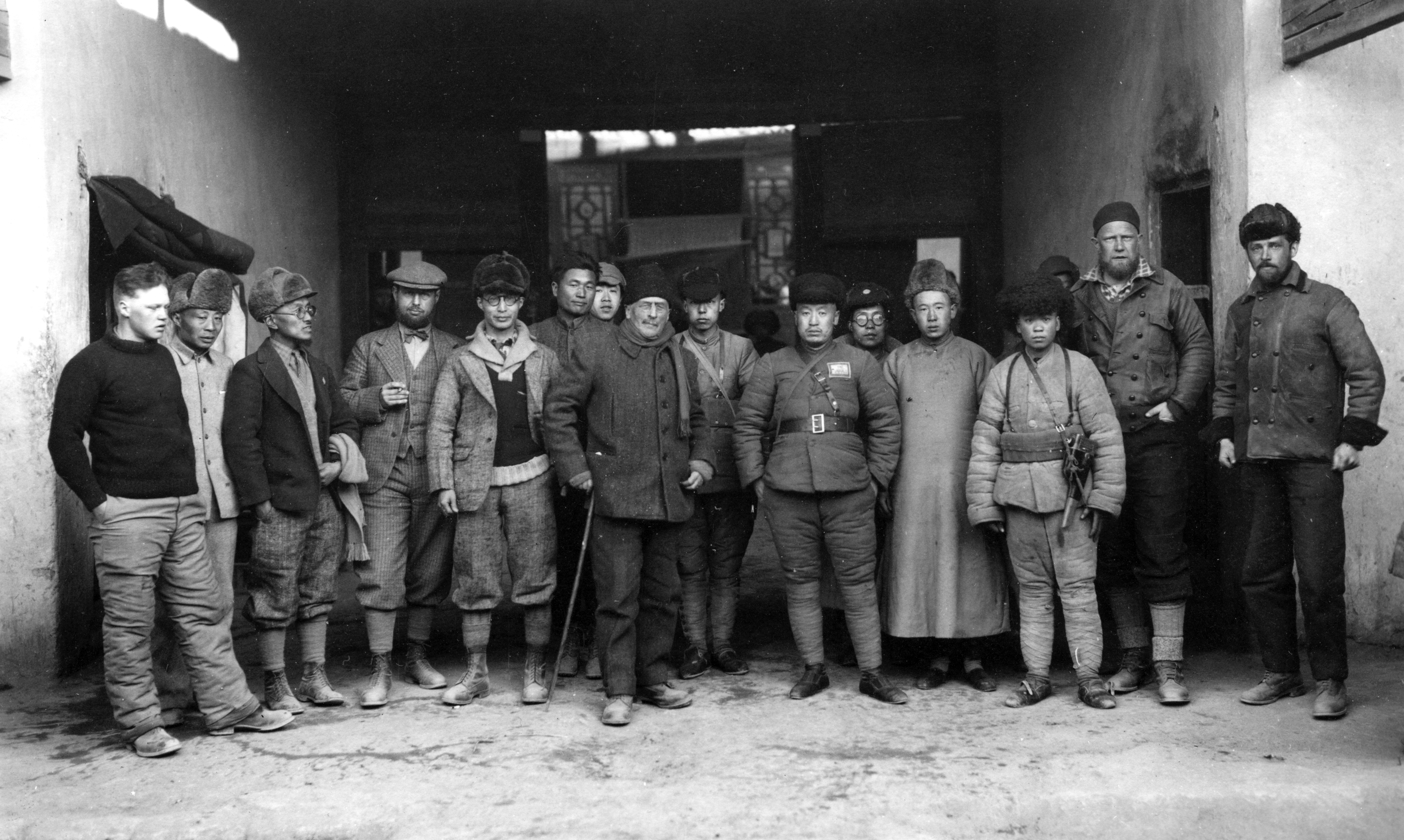
Kommendanten i Hami tar emot bilexpeditionen, 1934, ur Etnografiska museets bildarkiv. Efraim Hill längst till vänster. Foto: Folke Bergman.

## Bilfirma i Shanghai
Effe Hill arbetade 1936 på en tysk firma i Shanghai som sålde dieseldrivna bilar, han monterade tyska dieselmotorer på amerikanska chassin. Vid första demonstrationen råkade bilen brinna upp. "Nu hade vi tur, bilen brann upp", rapporterade han till chefen, som ville avskeda honom, men han hade bara citerat ett kinesiskt ordspråk som säger att en eldsvåda följs av tio års lycka. Firman sålde så småningom hundra bilar, varpå chefen erkände att Hill hade haft rätt. Affärerna gick så fint att Hill fick öppna ett eget kontor i Sian (Xi'an), huvudstad i Shaanxi-provinsen.

## Mao Zedong
En amerikansk universitetslärare, författare och journalist vid namn Owen Lattimore hörde av sig. Han bodde med ett sällskap på hotell i Sian och frågade om Hill kunde köra honom och hans vänner till kommunisternas högkvarter i Yenan, en sträcka på 10–12 svenska mil. Området var på den tiden ett ingenmansland, förbjudet att beträda, bevakat från bägge sidor. Lattimore hade kommit till Kina för att intervjua Mao Zedong. Mao och hans armé hade just avslutat Den långa marschen. Den amerikanske journalisten Edgar Snow och hans fru var några av de få utlänningar som fram till dess hade besökt Mao i Yenan. Hill var inte med när Lattimore intervjuade Mao, men träffade Mao några gånger och fick en pratstund, mest om alldagliga saker, ibland om transportproblem som Mao verkade grubbla över. Hill och Lattimores sällskap åt också flera middagar tillsammans med Mao.
Vid ett skådespel som uppfördes på en utomhusscen med omkring 200–300 åskådare satt Hill bredvid Mao. När pjäsen var slut sa Mao: Låt oss gå upp och sjunga och dansa! Hill hade i sin barndom lärt sig kinesiska visor av den barnmorska som hade hand om honom och hans tolv syskon. Mao tyckte att de skulle sjunga en sång för två stämmor. Hill var bra på att ställa om rösten, så han åtog sig att sjunga det kvinnliga partiet.
Mao, som hade sett Hill arbeta med sina bilar, erbjöd honom att bli lärare vid tekniska skolan och chefmekaniker vid armén. Hill tackade nej så artigt han kunde, främst för att han redan hade fullt upp med de tyska bilarna och inte ville lägga sig i Kinas inre affärer. Han var fram till 1967 den ende svensk som träffat Mao.

## Kanada
Effe Hill flyttade senare till Kanada där han blev verkstadschef på en stor byggnadsfirma i Toronto. Han var vid sin död 1975 gift med Ruby G. Pool och ligger begravd på Mount Pleasant Cemetery i Toronto.